# Geiereck
Geiereck är ett berg i Österrike.   Det ligger i distriktet Salzburg-Umgebung och förbundslandet Salzburg, i den centrala delen av landet, 260 km väster om huvudstaden Wien. Toppen på Geiereck är 1 805 meter över havet, eller 19 meter över den omgivande terrängen. Bredden vid basen är 0,09 km. Geiereck ingår i Untersberg.
Terrängen runt Geiereck är varierad. Runt Geiereck är det ganska tätbefolkat, med 120 invånare per kvadratkilometer.. Närmaste större samhälle är Salzburg, 9,0 km norr om Geiereck. 
I omgivningarna runt Geiereck växer i huvudsak blandskog.